# Long Prairie
Long Prairie è una città degli Stati Uniti d'America, situata in Minnesota, nella Contea di Todd, della quale è anche capoluogo.